# Kentrothamnus weddellianus
Kentrothamnus weddellianus är en brakvedsväxtart som först beskrevs av John Miers, och fick sitt nu gällande namn av M.C Johnston. Kentrothamnus weddellianus ingår i släktet Kentrothamnus och familjen brakvedsväxter. Inga underarter finns listade i Catalogue of Life.